# Boreocingula katherinae
Boreocingula katherinae är en snäckart. Boreocingula katherinae ingår i släktet Boreocingula och familjen Rissoidae. Inga underarter finns listade i Catalogue of Life.